# Binaire (blog)
Pour les articles homonymes, voir Binaire.
Binaire est un site d'information français spécialisé dans l’informatique (la science et la technique). Si le blog est indépendant, il a des liens forts avec la Société informatique de France. Il collabore régulièrement avec le site Interstices, le magazine The Conversation, et le journal scientifique Le Bulletin 1024.
Selon le blog lui-même : « Le but de ce blog est de parler d’informatique, de communiquer sur ce qu’est vraiment l’informatique en tant que science et technique, ses définitions, ses progrès, ses dangers, ses questionnements, ses succès et impacts, ses enjeux, ses métiers, son enseignement… »

## Historique
Binaire a été fondé en 2014 par Serge Abiteboul à l’invitation du journal Le Monde, son premier article a été mis en ligne le 10 janvier 2014. Il a été animé dès son lancement par un groupe composé majoritairement d’informaticien-ne-s :  Serge Abiteboul, Sylvie Boldo, Marie-Agnès Enard, Colin de la Higuera, Pierre Paradinas, Thierry Viéville, rapidement rejoint par Charlotte Truchet. D’autres informaticien-ne-s participent à l’animation de rubriques : Marie Jung (startups), Anne-Marie Kermarec (prix), Claire Mathieu (les entretiens autour de l’informatique), et Françoise Tort (enseignement de l’informatique).
Binaire a été sélectionné pour les Golden Blog Awards 2015, catégorie Sciences, parmi les dix premiers blogs dans la catégorie Sciences, novembre 2015. Depuis 2016, des articles de Binaire sont régulièrement co-publiés avec The Conversation. Plusieurs articles de Binaire ont été repris sur Slate.